# Арслан, Волкан
Волкан Арслан (нем. и тур. Volkan Arslan; род. 29 августа 1978, Ганновер, ФРГ) — турецкий и немецкий футболист, выступавший на позиции центрального полузащитника.

## Карьера

### Клубная карьера
Волкан Арслан родился в западногерманском городе Ганновер, в местном же клубе начал свою игровую карьеру. В 1999 году перешёл в Рот-Вайсс из Эссена, отыграв в котором сезон перебрался в Турцию. Здесь выступал за ряд местных клубов, в том числе три сезона за стамбульский «Галатасарай», с которым по разу выигрывал чемпионат и Кубок Турции.

### Карьера в сборной
Дебют Арслана в национальной сборной Турции состоялся 30 апреля 2003 года в товарищеском матче против чехов. Всего за основную команду провёл 11 матчей, в том числе 5 — на Кубке Конфедераций 2003, где турки заняли 3-е место. Также в разные годы представлял Турцию на различных юношеских уровнях и вызывался во вторую сборную страны.